# Aleramo de Montferrato

Escudo de Montferrat de la familia Aleramici, a partir de Aleramo

Aleramo (†991) fue marqués de Montferrato y de Liguria (de la marca Aleramica) hasta su muerte. Pasó a formar parte de la familia real gracias a su boda con Gerberga, hija del rey Berengario II de Italia y Willa de Toscana. Cuando Italia se integró en el Sacro Imperio Romano Germánico en 962, los títulos de Aleramo fueron confirmados por el emperador Otón I.
Aleramo y Adelasia tuvieron tres hijos:
- Guillermo II, muerto después de 967, y co-marqués con su padre.
- Otón, muerto en 991. Su hijo Guillermo III le sucedió como marqués.
- Anselmo, que le sucedió como marqués de Liguria.

Aleramo, tras la muerte de Adelasia, contrajo matrimonio con Gerberga.
Aleramo fue enterrado en Grazzano Badoglio, en la provincia de Asti. Su tumba, restaurada en los siglos XVII y XX, está construida con un magnífico mosaico de bestias mitológicas.
| Predecesor: Guillermo I | Marqués de Montferrato 967 - 991 | Sucesor: Otón I  |
| Predecesor: -           | Marqués de Liguria ? - 967       | Sucesor: Anselmo |